# Protaetia nitididorsis
Protaetia nitididorsis är en skalbaggsart som beskrevs av Leon Fairmaire 1889. Protaetia nitididorsis ingår i släktet Protaetia och familjen Cetoniidae. Inga underarter finns listade i Catalogue of Life.